# المقارنة بين خوادم بروتوكول ssh
خادم SSH هو برنامج يستخدم بروتوكول "shell" الآمن لقبول الاتصالات من أجهزة الكمبيوتر البعيدة. تعتبر عمليات نقل ملفات SFTP / SCP واتصالات المحطة الطرفية عن بُعد حالات استخدام شائعة لخادم SSH. تقارن هذه المقالة مجموعة مختارة من الخوادم الشائعة.

## بشكل عام
| اسم                            | مطور                   | تاريخ الإصدار الأول | الإصدار الأخير | تاريخ الإصدار الأخير | رخصة                                |
| ------------------------------ | ---------------------- | ------------------- | -------------- | -------------------- | ----------------------------------- |
| اباتشي مينا SSHD               | مؤسسة اباتشي للبرمجيات | 2009                | 2.1.0          | 2018-10-02           | Apache License v2                   |
| CopSSH                         | Itefix                 | 2003/08/12          | 6.4.0          | 2018-10-20           | مُحتكرة, Free for non-commercial use |
| خادم CrushFTP                  | CrushFTP ، LLC         | 2003-01-01          | 9.0.0          | 2018/10/30           | مُحتكرة, shareware                   |
| Dropbear                       | مات جونستون            | 2003-04-06          | 2018.76        | 2018-02-27           | MIT                                 |
| LSH                            | نيلز مولر              | 1999-05-23          | 2.1            | 2013/06/26           | GPL                                 |
| OpenSSH (OpenBSD Secure Shell) | مشروع OpenBSD          | 1999/12/01          | 7.9            | 2018-10-19           | BSD                                 |

## المنصات
أنظمة التشغيل أو الأجهزة الافتراضية التي تم تصميم خوادم SSH لتعمل عليها دون مضاهاة ؛ هناك العديد من الاحتمالات:
- لا يشير إلى أنه غير موجود أو لم يتم إصداره مطلقًا.
- يشير جزئيًا إلى أن الخادم يفتقر إلى وظائف مهمة مقارنةً بإصدارات أنظمة التشغيل الأخرى، لكنه لا يزال قيد التطوير.
- يشير الإصدار التجريبي إلى أنه على الرغم من أن الإصدار يعمل بكامل طاقته وقد تم إصداره، إلا أنه لا يزال قيد التطوير (على سبيل المثال من أجل الاستقرار).
- نعم تشير إلى أنه تم إصدارها رسميًا في نسخة مستقرة تمامًا تعمل بكامل طاقتها.
- يشير المسقطة إلى أنه بينما يعمل الخادم، لم تعد الإصدارات الجديدة تصدر لنظام التشغيل المشار إليه ؛ الرقم الموجود بين قوسين هو آخر إصدار ثابت معروف تم إصداره رسميًا لنظام التشغيل هذا.
- وشملت يشير إلى أن الخادم يأتي قبل تعبئتها مع أو تم دمجها في نظام التشغيل.

| اسم                                   | نظام التشغيل Mac OS X | لاسيك | نظام تشغيل ويندوز | نظام تشغيل سيغوين | BSD  | لينكس | نظام تشغيلسولاريس | لغة جافا | نظام الذاكرة الافتراضية المفتوح | ض / OS | أميغا أو إس | AIX | HPUX | iOS : iPhone ، iPod Touch |
| ------------------------------------- | --------------------- | ----- | ----------------- | ----------------- | ---- | ----- | ----------------- | -------- | ------------------------------- | ------ | ----------- | --- | ---- | ------------------------- |
| اباتشي مينا SSHD                      | نعم                   | لا    | نعم               | لا                | نعم  | نعم   | نعم               | نعم      | لا                              | لا     | لا          | نعم | نعم  | لا                        |
| CopSSH                                | لا                    | لا    | نعم               | نعم               | لا   | لا    | لا                | لا       | لا                              | لا     | لا          | لا  | لا   | لا                        |
| خادم CrushFTP ‏                        | نعم                   | لا    | نعم               | نعم               | نعم  | نعم   | نعم               | نعم      | لا                              | لا     | لا          | نعم | نعم  | لا                        |
| Dropbear                              | نعم                   | لا    | لا                | نعم               | نعم  | نعم   | نعم               | لا       | لا                              | لا     | لا          | نعم | نعم  | لا                        |
| Lsh                                   | نعم                   | لا    | لا                | لا                | جُزئيٌّ | نعم   | نعم               | لا       | لا                              | لا     | لا          | لا  | لا   | لا                        |
| أوبن إس إس إتش (OpenBSD Secure Shell) | مُضمّن                  | لا    | جُزئيٌّ              | مُضمّن              | مُضمّن | مُضمّن  | نعم               | لا       | نعم                             | نعم    | نعم         | نعم | مُضمّن | نعم                       |

## المميزات
| اسم                            | بروتوكول SSH1 | بروتومول SSH2 | منافذ التحويل | بروتوكول SFTP | SCP | يدعم IPv6 | يدعم OpenSSH مفاتيح معتمدة | عزل الصلاحيات |
| ------------------------------ | ------------- | ------------- | ------------- | ------------- | --- | --------- | -------------------------- | ------------- |
| اباتشي مينا SSHD               | لا            | نعم           | نعم           | نعم           | نعم | نعم       | نعم                        | لا            |
| CopSSH                         | نعم           | نعم           | نعم           | نعم           | نعم | نعم       | نعم                        | نعم           |
| خادم CrushFTP                  | لا            | نعم           | نعم           | نعم           | نعم | نعم       | نعم                        | نعم           |
| Dropbear                       | لا            | نعم           | نعم           | جُزئيٌّ          | نعم | نعم       | نعم                        | لا            |
| LSH                            | لا            | نعم           | نعم           | نعم           | نعم | ؟         | ؟                          | ؟             |
| OpenSSH (OpenBSD Secure Shell) | لا            | نعم           | نعم           | نعم           | نعم | نعم       | نعم                        | نعم           |